# Alestidae
Los Alestidae (anteriormente denominados Alestiidae), popularmente conocidos entre los acuaristas como tetras africanos, son una familia de la orden de los Characiformes exclusiva de las aguas dulces del continente africano. Comprenden diecinueve géneros y, aproximadamente, ciento diez especies diferentes, entre las que se destacan el pez tigre africano y el tetra del Congo.

## Géneros
Actualmente hay 19 géneros reconocidos en esta familia:
- Alestes (J. P. Müller & Troschel, 1846)
- Alestopetersius (Hoedeman, 1951)
- Arnoldichthys (Myers, 1926)
- Bathyaethiops (Fowler, 1949)
- Brachypetersius  (Hoedeman, 1956)
- Brycinus (Valenciennes, 1850)
- Bryconaethiops (Günther, 1873)
- Clupeocharax (Pellegrin, 1926)
- Duboisialestes  (Poll, 1967)
- Hemigrammopetersius (Pellegrin, 1926)
- Hydrocynus (Cuvier, 1816)
- Ladigesia (Géry, 1968)
- Lepidarchus (T. R. Roberts, 1966)
- Micralestes (Boulenger, 1899)
- Nannopetersius (Hoedeman, 1956)
- Petersius (Hilgendorf, 1894)
- Phenacogrammus (C. H. Eigenmann, 1907)
- Rhabdalestes (Hoedeman, 1951)
- Tricuspidalestes (Poll, 1967)